# Малі Коснари
Малі Косна́ри (рос. Малые Коснары, чув. Сатиркасси) — присілок у складі Чебоксарського району Чувашії, Росія. Входить до складу Шинерпосинського сільського поселення.
Населення — 106 осіб (2010; 92 у 2002).
Національний склад:
- чуваші — 94 %